# Дангау Мик (Клуж)
Дангау Мик (рум. Dângău Mic) насеље је у Румунији у округу Клуж у општини Капушу Маре. Oпштина се налази на надморској висини од 950 m.

## Становништво
Према подацима из 2002. године у насељу је живело 262 становника, од којих су сви румунске националности.